# Templo Baoguang

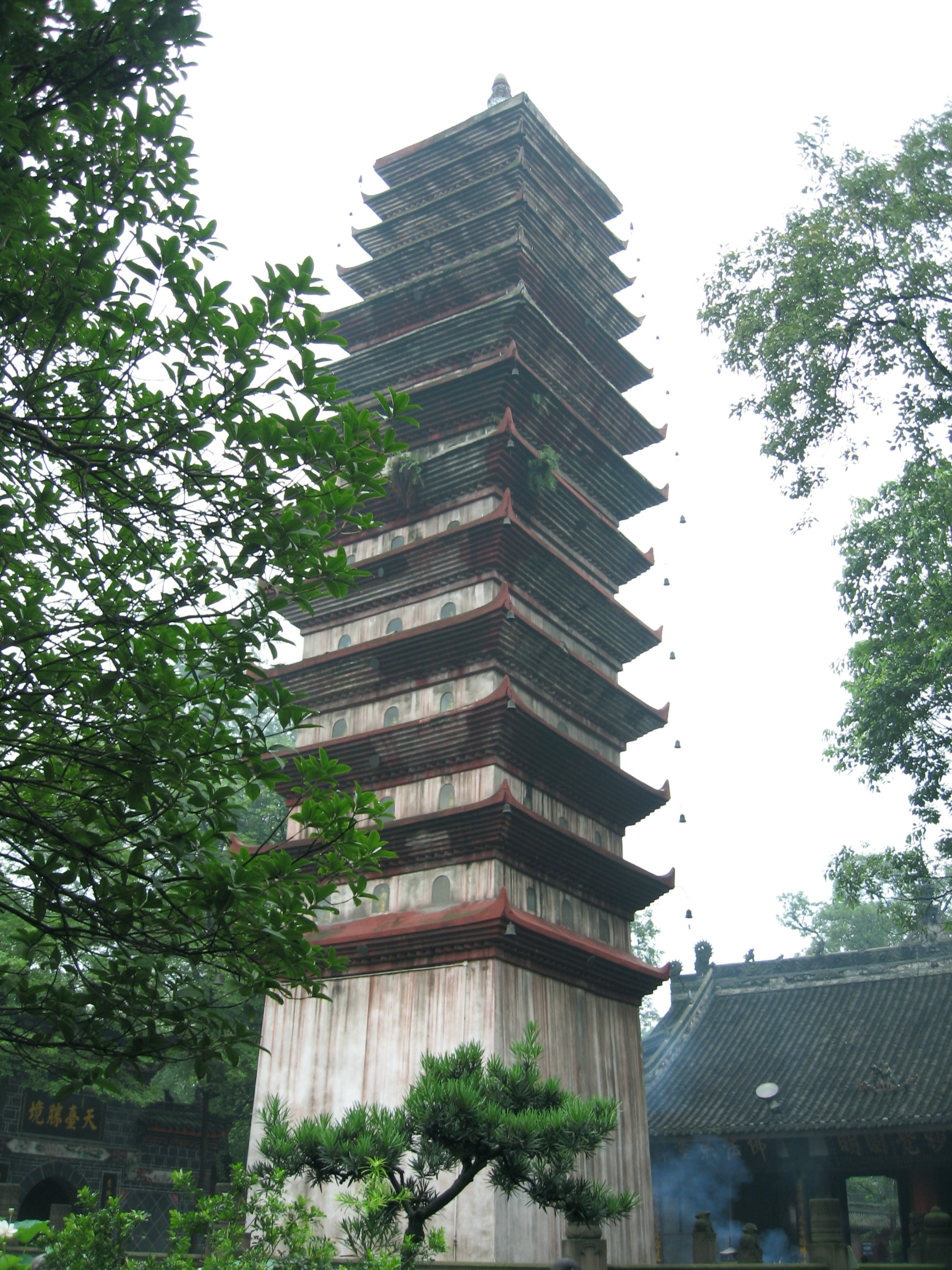
Pagode que remonta da Dinastia Tang do Templo Baoguang.

Templo Baoguang (chinês tradicional: 宝光寺, pinyin: Bǎo Gūang Sì) é um templo budista localizado no Distrito Xindu a 18 km a norte de Chengdu, província de Sujuão, China. Foi fundado durante a Dinastia Tang.

## Arquitetura
O templo possui vários salões, incluindo o Salão Arhat, que tem 500 estátuas de barro de Arhats com dois metros de altura. O complexo abriga ainda vários tesouros, incluíndo um Buda de jade branco originário da Birmânia e uma tabuleta de pedra gravada com 1000 figuras budistas.